# Zalambi
Zalambi est une localité du Cameroun située dans l'arrondissement de Dargala, le département du Diamaré et la région de l’Extrême-Nord. Elle fait partie du canton de Dargala.

## Population
En 1975, la localité comptait 82 habitants, dont 47 Peuls et 35 Toupouri.
Lors du recensement de 2005, on y a dénombré 299 personnes.